# Афонсу-Кунья

Афонсу-Кунья на карте штата.

Афонсу-Кунья (порт. Afonso Cunha) — муниципалитет в Бразилии, входит в штат Мараньян. Составная часть мезорегиона Восток штата Мараньян. Входит в экономико-статистический микрорегион Куэлью-Нету. Население составляет 5905 человек на 2010 год. Занимает площадь 371,338 км². Плотность населения — 15,90 чел./км².

## Демография
Согласно сведениям, собранным в ходе переписи 2010 г. Национальным институтом географии и статистики (IBGE), население муниципалитета составляет:
| Полное население                               | Полное население                               | Полное население                               | Полное население                               | 5905  |
| ---------------------------------------------- | ---------------------------------------------- | ---------------------------------------------- | ---------------------------------------------- | ----- |
| в том числе:                                   | Городское население                            | 3234                                           | Процент городского населения, %                | 54,77 |
|                                                | Сельское население                             | 2671                                           | Процент сельского населения, %                 | 45,23 |
|                                                | Мужское население                              | 2972                                           | Процент мужского населения, %                  | 50,33 |
|                                                | Женское население                              | 2933                                           | Процент женского населения, %                  | 49,67 |
| Плотность населения, чел/км²                   | Плотность населения, чел/км²                   | Плотность населения, чел/км²                   | Плотность населения, чел/км²                   | 15,90 |
| Население муниципалитета в % к населению штата | Население муниципалитета в % к населению штата | Население муниципалитета в % к населению штата | Население муниципалитета в % к населению штата | 0,09  |

По данным оценки 2016 года, население муниципалитета составляет 6351 житель.

## Статистика
- Валовой внутренний продукт на 2003 год составляет 6 688 201,00 реалов (данные: Бразильский институт географии и статистики).
- Валовой внутренний продукт на душу населения на 2003 год составляет 1416,99 реалов (данные: Бразильский институт географии и статистики).
- Индекс развития человеческого потенциала на 2000 год составляет 0,558 (данные: Программа развития ООН).